# Veliče Šumulikoski
Veliče Šumulikoski (en macedonio: Велице шумуликоски) (Struga, Macedonia del Norte, 24 de abril de 1981) es un centrocampista de fútbol macedonio que juega actualmente para el F. C. Slovácko en la Liga de Fútbol de la República Checa.

## Clubes
| Club                            | País                | Año         |
| ------------------------------- | ------------------- | ----------- |
| NK Celje                        | Macedonia del Norte | 1999 – 2002 |
| 1. Football Club Slovácko       | República Checa     | 2002 – 2004 |
| FC Zenit de San Petersburgo     | Rusia               | 2004 – 2006 |
| Bursaspor                       | Turquía             | 2006 – 2008 |
| Ipswich Town Football Club      | Inglaterra          | 2008 – 2009 |
| Preston North End Football Club | Inglaterra          | 2009 – 2010 |
| FC Sibir Novosibirsk            | Rusia               | 2010–2012   |
| Tianjin Teda                    | China               | 2012 - 2013 |
| 1. Football Club Slovácko       | República Checa     | 2013 -      |

- Datos: Q2474969